# Joachim Kroll
Joachim Georg Kroll (Zabrze, 17 aprile 1933 – Rheinbach, 1º luglio 1991) è stato un serial killer tedesco.
Fu soprannominato "Il cacciatore della Ruhr" e "Il cannibale della Ruhr", dalla regione in cui colpì. Commise almeno 14 omicidi tra uomini, donne e bambini, usando coltelli, o strangolando le vittime. Cannibale pedofilo e necrofilo, fu condannato all'ergastolo per otto omicidi.

## Biografia

### Infanzia
Nato a Hindenburg (l'odierna Zabrze), figlio di un minatore, Kroll era il sesto di nove figli. Al termine della seconda guerra mondiale, durante la quale suo padre fu fatto prigioniero di guerra, la famiglia di Kroll si trasferì nel Land della Renania Settentrionale-Vestfalia. La sua infanzia è stata costellata da numerosi problemi di inadeguatezza: spesso urinava a letto anche in tarda età e a scuola era un pessimo studente.

### Omicidi
Cominciò ad uccidere nel 1955, dopo la morte della madre. La prima vittima fu la diciannovenne Irmgard Strehl, violentata e uccisa in un fienile nei pressi del villaggio di Walstede. La successiva fu la dodicenne Erika Schuletter, stuprata e strangolata a Kirchhellen nel 1956. Tre anni dopo, il 17 giugno 1959, uccise Klara Tesmer nei boschi vicino a Rheinhausen. Alla sedicenne Manuela Knodt, violentata e uccisa nei pressi di Bredeney a sud di Essen, furono asportate parti di carne dalle natiche e dalle cosce. Attorno al 1960 Kroll si trasferì a Duisburg dove trovò lavoro come inserviente nei bagni della Mannesmann. Successivamente trovò impiego presso le industrie Thyssen e andò ad abitare al n. 24 di Friesenstrasse, Laar, un distretto di Duisburg. Fu in questo periodo che riprese a uccidere. Riempì il suo appartamento di riviste pornografiche e bambole gonfiabili, spesso strangolandole con una mano mentre si masturbava. Poco attraente, quasi completamente calvo, troppo nervoso e timido per avere rapporti consensuali con donne di qualsiasi genere, finì per darsi allo stupro e all'omicidio.

### Vittime
- 8 febbraio 1955; Irmgard Strehl, 19 anni, violentata e pugnalata a morte. Il suo cadavere smembrato venne ritrovato in un fienile a Lüdinghausen.
- 1956; Erika Schuletter, 12 anni, violentata e strangolata a Kirchhellen.
- 17 giugno 1959; Klara Frieda Tesmer, 24 anni, stuprata e uccisa nei boschi vicino Rheinhausen. Un meccanico del luogo, Heinrich Ott, fu arrestato e incolpato del crimine. Si suicidò impiccandosi in cella.
- 26 luglio 1959; Manuela Knodt, 16 anni, violentata e strangolata nel parco cittadino di Essen. Strisce di carne furono prelevate dalle sue natiche e cosce.
- 23 aprile 1962; Petra Giese, 13 anni, violentata e strangolata a Dinslaken-Bruckhausen. Per questo crimine fu arrestato Vinzenz Kuehn.
- 4 giugno 1962; Monika Tafel, 12 anni, uccisa a Walsum. Strisce di carne furono prelevate dalle sue natiche. Walter Quicker fu arrestato per il delitto. Fu in seguito scarcerato, ma si suicidò per la vergogna in ottobre.
- 3 settembre 1962; Barbara Bruder, 12 anni, rapita a Burscheid. Il suo corpo non fu mai ritrovato.
- 22 agosto 1965; Hermann Schmitz, 25 anni, e la fidanzata Marion Veen furono aggrediti mentre si erano appartati in auto a Duisburg-Großenbaum. Hermann (unica vittima maschile di Kroll) fu pugnalato a morte, la ragazza riuscì a fuggire.
- 13 settembre 1966; Ursula Rohling, 20 anni, strangolata nel parco di Foersterbusch vicino Marl. Il suo fidanzato, Adolf Schickel, si suicidò dopo essere stato incolpato dell'omicidio.
- 22 dicembre 1966; Ilona Harke, 5 anni, violentata ed affogata in un fosso a Wuppertal.
- 12 luglio 1969; Maria Hettgen, 61 anni, violentata e strangolata a casa sua a Hückeswagen.
- 21 maggio 1970; Jutta Rahn, 13 anni, strangolata mentre tornava a casa da una stazione ferroviaria. Per questo crimine fu arrestato Peter Schay ma fu poi rilasciato.
- 8 maggio 1976; Karin Toepfer, 10 anni, stuprata e strangolata mentre si recava a scuola a Voerde.
- 3 luglio 1976; Marion Ketter, 4 anni. Parti del suo corpo erano state cucinate da Kroll quando la polizia lo arrestò a casa sua.

### Modus operandi
Kroll decideva molto attentamente i luoghi dove avrebbe colpito, uccidendo nello stesso posto solo in poche occasioni e a distanza di anni. Questo fatto, unito alla coincidenza della presenza di numerosi assassini operanti nella medesima zona all'epoca, gli facilitò l'impunità. Kroll sorprendeva le proprie vittime e le strangolava subito. Dopo spogliava i cadaveri e indugiava in atti di necrofilia, spesso masturbandosi sui corpi delle vittime. Infine, mutilava i corpi tagliando via pezzi di carne che avrebbe mangiato a casa in seguito.

### Indagini e cattura
Nel 1967 Kroll si stabilì per breve tempo a Grafenhausen, dove divenne amico di molti bambini della zona che cominciarono a chiamarlo "zio". Un pomeriggio attirò una bambina di dieci anni in un campo con la promessa di mostrarle un coniglietto, ma invece le fece vedere delle immagini pornografiche sperando che si eccitasse sessualmente. La ragazzina invece fuggì spaventata. Kroll se ne andò in tutta fretta da Grafenhausen il giorno stesso, prima che la polizia potesse fare indagini in merito, ma questa volta rischiò parecchio e si fermò per circa due anni tornando a colpire solo nel luglio 1969. Il 3 luglio 1976, Kroll venne arrestato per il rapimento e omicidio di una bambina di quattro anni di nome Marion Ketter. Mentre la polizia stava indagando casa per casa chiedendo informazioni, un vicino di casa di Kroll approcciò un agente dicendogli che Joachim si era lamentato del fatto che le tubazioni di un bagno ai piani superiori della loro abitazione erano otturate da della "interiora", e quando la polizia mandò un idraulico a controllare, egli trovò nelle tubature dei polmoni di bambino e altri organi. La polizia si presentò quindi a casa di Kroll, e durante la perquisizione rinvenne parecchi sacchetti di plastica contenenti pezzi di carne umana nel frigorifero, e sul fornello, dentro una pentola che bolliva, una mano di bambina condita con carote e patate. Kroll venne immediatamente arrestato.

### Processo, condanna e morte
Joachim Kroll confessò l'omicidio di Marion Ketter e di altre 13 vittime, fornendo dettagliati resoconti della sua attività di killer nei precedenti vent'anni.
Kroll ammise anche di praticare il cannibalismo di tanto in tanto, per risparmiare sul conto del droghiere. In carcere sperò di ottenere l'infermità mentale, ma fu invece incriminato per otto omicidi di primo grado e un ulteriore tentato omicidio. Nell'aprile 1982, dopo un processo durato 151 giorni, fu condannato all'ergastolo. Analisi successive al suo arresto gli assegnarono un quoziente intellettivo di 76: si tratterebbe di uno dei serial killer meno intelligenti della storia.
Nel 1991 morì in carcere a causa di un infarto miocardico acuto a Rheinbach.